# Hemimesochra secunda
Hemimesochra secunda är en kräftdjursart som beskrevs av Wells 1965. Hemimesochra secunda ingår i släktet Hemimesochra och familjen Cletodidae. Inga underarter finns listade i Catalogue of Life.